# Bianca Monticellana
La capra Bianca Monticellana è una razza caprina della specie Capra hircus. Può essere inoltre riconosciuta come razza Bianca di Monte San Biagio.

## Origine e distribuzione
La razza sembra essere originaria dell'area dei Monti Ausoni e dei Monti Aurunci e derivante dal tipo caprino conosciuto come “Bianca Romana”, descritto nel Lazio tra il XIX ed il XX secolo. Risultano informazioni al riguardo, derivanti soprattutto da fonti orali, come per la maggior parte delle conoscenze provenienti dall'ambito agropastorale.
Il nome di razza “Monticellana” ha derivazione da Monticelli, antico nome mantenuto fino al 1862, del contemporaneo comune di Monte San Biagio, in provincia di Latina.
L'allevamento della capra Bianca Monticellana, interessa il territorio meridionale del Lazio, in particolare sono presenti nuclei sui Monti Aurinci, Monti Ausoni (Valle di San Vito) e Monti delle Mainarde (Val Comino) in entrambi i versanti delle Province di Frosinone e di Latina, e, sui Monti Lepini, sia sul versante pontino che su quello della Provincia di Roma, a comprendere i Monti Prenestini.
La consistenza della popolazione ammonta a circa 3000 individui divisi in 50-60 allevamenti, di cui 30 presenti sul territorio del Comune di Monte San Biagio con una consistenza di circa un migliaio di capi.
Grazie a studi condotti dall'A.R.S.I.A.L. (Agenzia Regionale per lo Sviluppo e l'Innovazione dell'Agricoltura del Lazio) dopo l'emanazione della Legge del 1º marzo 2000 n.15 della Regione Lazio, relativa alla tutela delle risorse genetiche autoctone di interesse agrario, è stato identificato un rischio di erosione genetica, probabilmente dovuto alla ridotta consistenza numerica della popolazione di Bianca Monticellana, assieme alle altre razze autoctone Fulva, Grigia Ciociara e Capestrina. È stata inoltre confermata per alcuni allevamenti, un'assoluta purezza genetica degli individui.

## Caratteristiche morfologiche
Di taglia medio-grande, la femmina adulta ha un peso variabile tra 45 e 60 Kg, mentre il maschio adulto (chiamato "becco") ha un peso non inferiore agli 82 kg, con dimensioni tra 70 e 80 cm ed un'altezza al garrese di 72–78 cm nelle femmine, ed 80–90 cm ed un'altezza al garrese di circa 84 cm nei maschi.
La testa è grande ed espressiva, a volte con un profilo leggermente camuso nelle femmine o di forma molto tozza nei maschi, in genere coperta da una corta peluria e, in alcuni casi, è presente un ciuffetto frontale. Guance piatte, mai allargate nella zona mandibolare, con tettole, e presente una barba in entrambi i sessi, ma molto più sviluppata nei maschi. Orecchie di norma grandi, lunghe e larghe, pendenti con l'estremità apicale spesso rivolta all'esterno o semipendenti, ma in alcuni individui possono essere strette e portate orizzontalmente.
Sia nei maschi che nelle femmine sono presenti corna ravvicinate alla base, relativamente appiattite lateralmente con punte divergenti, e molto lunghe negli individui di oltre 10 anni. Mantello di colore bianco con una lunghezza superiore ai 15 cm, ed arti corti, robusti, con larghi unghioni neri.

## Caratteristiche ambientali ed allevamento
Grazie alla costituzione che conferisce una forte rusticità, questa razza viene allevata allo stato brado e transumante in montagna ed in collina, durante il periodo primaverile-estivo-autunnale, con un pascolo naturale a base di vegetazione erbacea ed arbustiva, tipica della macchia mediterranea, e rare integrazioni di cereali; mentre, vi è un allevamento allo stato semi-brado, durante il periodo invernale, con abbondanti integrazioni di fieno e cereali effettuate al pascolo. Ciascun gregge è in genere costituito da un massimo di 300 capi.
La riproduzione avviene tramite monta naturale e l'età del primo parto è in genere 24 mesi e raramente risulta 18 mesi, con una fecondità annua del 150-160% ed una prolificità dell'80-85% in condizioni di pascoli qualitativamente ottimali. Generalmente in un allevamento, vi è la presenza di un becco per 80 femmine.

## Produzione di latte e formaggi
La produzione di latte risulta essere da sempre per la Bianca Monticellana, l'attitudine produttiva primaria. La quantità di latte prodotta in una lattazione, è medio-bassa rispetto a quella di razze diffuse sul territorio Nazionale come la Jonica (340 Lt. prodotti nelle pluripare), questo potrebbe spiegare il motivo per cui l'allevamento di questa razza non sia molto favorito.
Latte prodotto (al netto del latte poppato dal capretto):
|                      | Primipare | Secondipare | Pluripare |
| -------------------- | --------- | ----------- | --------- |
| Giorni di lattazione | 120       | 150         | 150       |
| Litri prodotti       | 100       | 120.0       | 180       |

Studi condotti dall'A.S.P.A. (Associazione per la Scienza e le Produzioni Animali) nel 1995 su 33 allevamenti del Lazio meridionale, hanno evidenziato un contenuto medio di grasso nel latte del 4,90 % e del 3,63% in proteine.
Studi più recenti (2009) hanno determinato un contenuto di grasso del 4,83% e del 3,61% di proteine, ed hanno messo in rilievo differenze nella produzione di latte, derivante da capre con parto singolo e quella da capre con parto gemellare, risultante invece più elevata.
Tali studi hanno inoltre individuato una correlazione tra l'ordine di parto e la quantità/caratteristiche qualitative (come il contenuto di cellule somatiche e di grassi) del latte prodotto. Nelle primipare ad esempio, la quantità ed il numero di cellule somatiche (parte delle quali hanno proprietà immunitarie) sono bassi, mentre il contenuto di grassi è elevato (5,07%) e vi è una miglior attitudine alla coagulazione.
Una buona tendenza alla coagulazione influisce sui tempi di flocculazione e rassodamento della cagliata, conferendo alla materia prima, una migliore facilità alla trasformazione.
l clima dei Monti Ausoni ed Aurunci ha permesso sin dal passato, condizioni ideali per la realizzazione e l'asciugatura di formaggi come la Marzolina, la Ricotta Secca ed il Formaggio di Capra, che si sono rivelati importanti risorse per l'economia locale e sono stati inseriti nell'elenco nazionale dei prodotti agroalimentari nazionali.

## Produzione di carne
Nonostante l'allevamento della Bianca Monticellana si basi sulla produzione di latte, è molto apprezzata la carne del capretto che, può raggiungere il peso vivo di 10–12 kg intorno ai 45-50 giorni di vita.

## Utilizzi nel passato
Le pelli delle capre venivano usate nelle conce, per otri di olio e di vino, per zampogne e crivelli. I peli si adoperavano per imbottire selle, barde, basti, ed il corno per la produzione di oggetti intagliati.